# Tansania-Schilling
Der Tansania-Schilling (Shilingi ya Tanzania) ist die Währung von Tansania. Er ersetzte den Ostafrikanischen Schilling, der vor der Unabhängigkeit 1964 und bis 1966 gültig war.
Ein Schilling ist unterteilt in 100 Senti (Cents). Dargestellt wird ein Betrag in der Form Schilling/Senti. Entspricht ein Betrag Null wird an dieser Stelle ein Bindestrich oder ein Gleichheitszeichen gesetzt. (Beispiel: „=/50“ entsprechen 50 Senti, „100/=“ entsprechen 100 Schilling). Aufgrund der Inflation sind Sentimünzen ab den 1990er Jahren allerdings aus dem Zahlungsverkehr verschwunden.

## Münzen

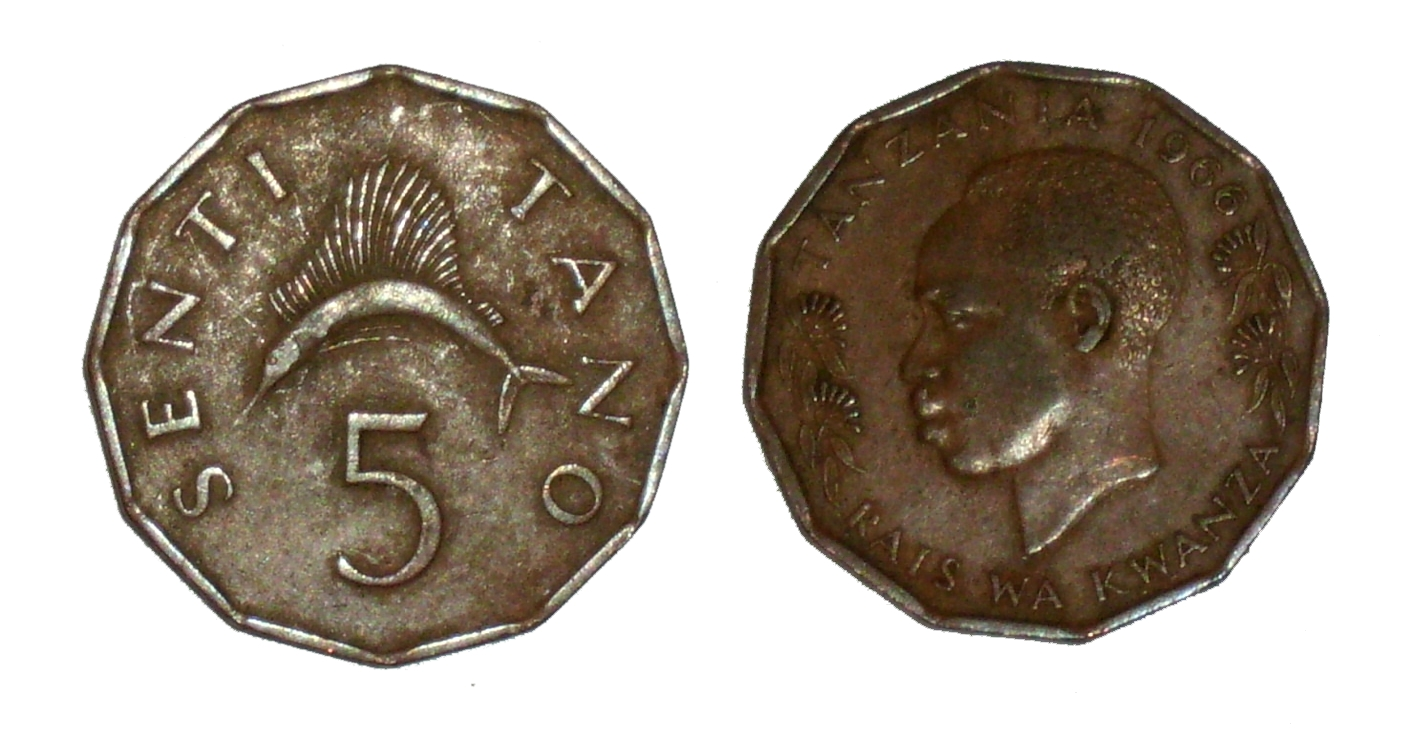
5 Senti-Münze von 1966 mit dem Abbild Julius Nyereres.

1966 wurden Münzen im Wert von 5, 20 und 50 Senti sowie 1 Schilling ausgegeben. Die 5-Senti-Münze ist aus Bronze, die 20-Senti-Münze aus Messing und die 50-Senti- und 1-Schilling-Münze sind aus Kupfernickel. 5-Schilling-Münzen in Kupfernickel wurden 1972 eingeführt, ihnen folgten 10-Senti-Münzen aus Messing 1977. Diese erste Münzserie war bis 1984 im Umlauf und wurde von Christopher Ironside entworfen.
1987 ersetzten nickelplattierte Stahlmünzen im Wert von 50 Senti und 1 Schilling die Vorgänger und Kupfernickelmünzen im Wert von 5 (achteckige Form) und 10 Schilling wurden eingeführt. 1990 wurden nickelplattierte Stahlmünzen im Wert von 5, 10 und 20 Schilling eingeführt. 1994 wurden Messingmünzen im Wert von 100 Schilling eingeführt, 1996 im Wert von 50 Schilling und 1998 im Wert von 200 Schilling.
Gegenwärtig sind nur noch die Münzen im Wert von 50, 100 und 200 Schilling gebräuchlich, sowie die am 8. September 2014 eingeführte 500 Schilling Münze. Kleinere Nennwerte existieren nur noch vereinzelt.

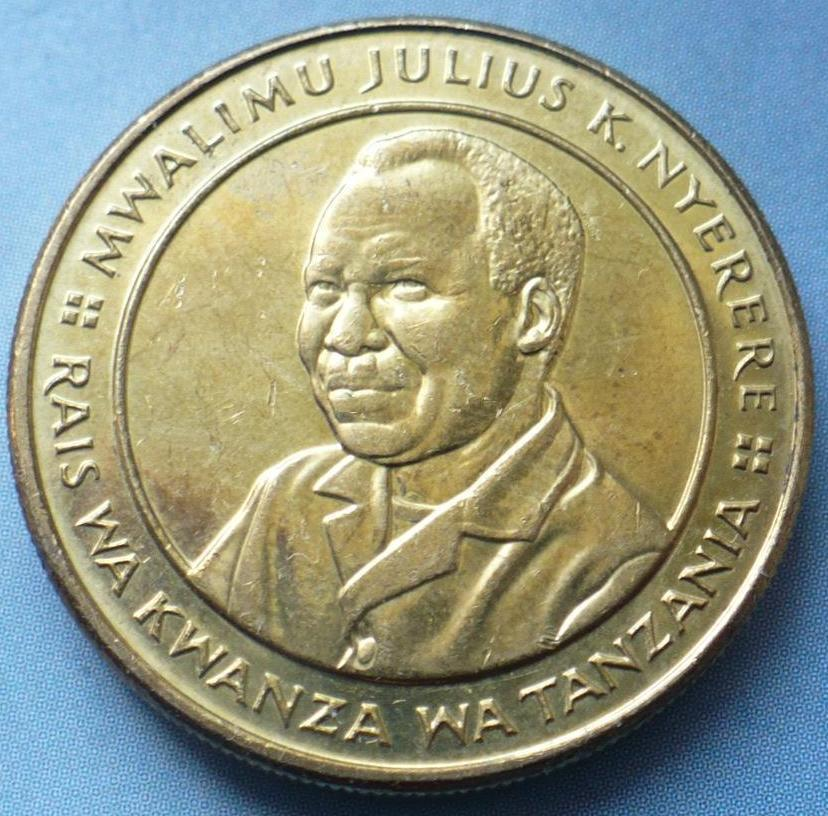
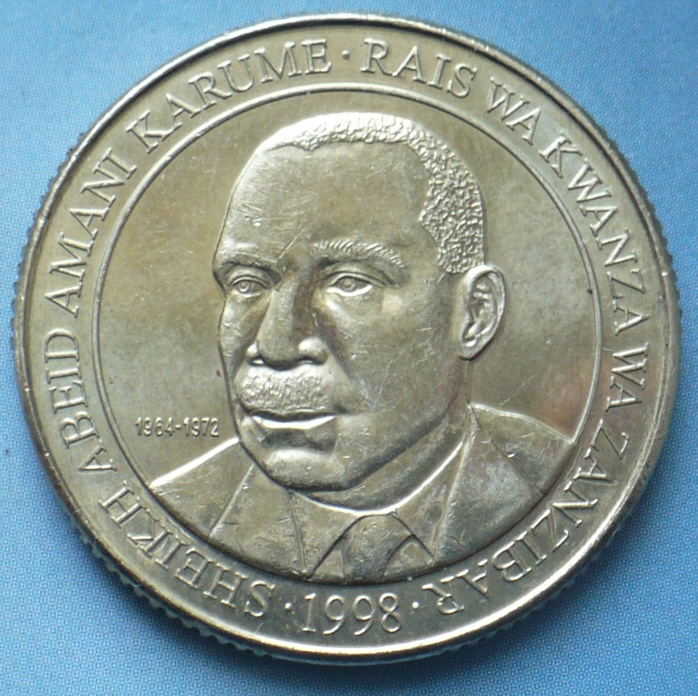

## Banknoten
1966 führte die Zentralbank Tansanias Banknoten für 5, 10, 20 und 100 Schilling ein. Die Fünf-Schilling-Noten wurden 1972 durch Münzen ersetzt und 1985 Noten mit einem Wert von 50 Schilling eingeführt. Im Jahr 1986 wurden zudem 200-Schilling-Noten in Umlauf gebracht, im Jahr 1989 500-Schilling-Noten und im Jahr 1990 1000-Schilling-Noten. Die 10- 20- 50- und 100-Schilling-Noten wurden in den Jahren 1987, 1990, 1996 und 1994 durch Münzen ersetzt. 1995 wurden 5000- und 10.000-Schilling-Noten und im Jahr 2003 2000-Schilling-Scheine eingeführt.
Heute existieren Geldscheine in den Werten 500, 1000, 2000, 5000 und 10.000 Schilling. Darauf zu sehen sind auf den Vorderseiten der Politiker Julius Nyerere oder einer der Großen Fünf ohne den Leoparden. Auf den Rückseiten sind verschiedene Gebäude dargestellt.
| Serie von 2003 | Serie von 2003 | Serie von 2003 | Serie von 2003      | Serie von 2003 | Serie von 2003          | Serie von 2003                                      | Serie von 2003 | Serie von 2003 |
| Abbildung      | Abbildung      | Wert           | Größe in Millimeter | Farbe          | Beschreibung            | Beschreibung                                        | Beschreibung   |                |
| Vorderseite    | Rückseite      | Wert           | Größe in Millimeter | Farbe          | Vorderseite             | Rückseite                                           | Wasserzeichen  |                |
| -------------- | -------------- | -------------- | ------------------- | -------------- | ----------------------- | --------------------------------------------------- | -------------- | -------------- |
|                |                | 500/=          | 130 × 63            | Grün           | Afrikanischer Büffel    | Nkrumah Hall, University of Dar es Salaam           | Giraffe        |                |
|                |                | 1000/=         | 135 × 66            | Blau-violett   | Julius Nyerere          | Statehouse, Dar es Salaam                           | Giraffe        |                |
|                |                | 2000/=         | 140 × 69            | Orange-braun   | Löwe, Mount Kilimanjaro | Altes Fort, Stone Town, Sansibar                    | Giraffe        |                |
|                |                | 5000/=         | 145 × 72            | Violett        | Spitzmaulnashorn        | Tagebau Geita und das House of Wonders auf Sansibar | Giraffe        |                |
|                |                | 10.000/=       | 150 × 75            | Rot            | Afrikanischer Elefant   | "House of Wonder" (Sansibar)                        | Giraffe        |                |

| Serie von 2011 | Serie von 2011 | Serie von 2011 | Serie von 2011      | Serie von 2011 | Serie von 2011          | Serie von 2011                                                   | Serie von 2011 | Serie von 2011 |
| Abbildung      | Abbildung      | Wert           | Größe in Millimeter | Farbe          | Beschreibung            | Beschreibung                                                     | Beschreibung   |                |
| Vorderseite    | Rückseite      | Wert           | Größe in Millimeter | Farbe          | Vorderseite             | Rückseite                                                        | Wasserzeichen  |                |
| -------------- | -------------- | -------------- | ------------------- | -------------- | ----------------------- | ---------------------------------------------------------------- | -------------- | -------------- |
|                |                | 500/=          | 120 × 60            | Grün           | Abeid Amani Karume      | Nkrumah Hall, University of Dar es Salaam                        | Julius Nyerere |                |
|                |                | 1000/=         | 125 × 65            | Blau-violett   | Julius Nyerere          | Statehouse, Dar es Salaam                                        | Julius Nyerere |                |
|                |                | 2000/=         | 130 × 66            | Orange-braun   | Löwe, Mount Kilimanjaro | Altes Fort, Stone Town, Sansibar                                 | Julius Nyerere |                |
|                |                | 5000/=         | 135 × 67            | Violett        | Spitzmaulnashorn        | Tagebau Geita und das House of Wonders auf Sansibar              | Julius Nyerere |                |
|                |                | 10.000/=       | 140 × 68            | Rot            | Afrikanischer Elefant   | Verwaltungsgebäude der tansanischen Zentralbank in Dar es Salaam | Julius Nyerere |                |